# الأوريسية
بلدية الأوريسية (بالفرنسية: El Ouricia) بلدية جزائرية تابعة إداريا وإقليميا إلى دائرة عين أرنات بولاية سطيف، تقع على بعد 12 كلم شمال مدينة سطيف تحدها شمالا بلدية عموشة وجنوبا بلدية سطيف، وهي بلدية تعدادها السكاني حوالي 18 087 نسمة (إحصاء سنة 2008) ، يمر بها الطريق الوطني رقم 9، والطريق الوطني رقم 75، والطريق الوطني رقم 9ب، والطريق الولائي رقم 139.

## تاريخ
المركز السكاني أنشأته شركة جنيفية في 1853-1854، إحدى القرى العشر المخططة حول سطيف بموجب مرسوم 26 أبريل 1853. المدينة مرتبطة بدائرة سطيف عام 1956.

## جغرافيا

### الموقع
* الموقع الجغرافي:
الأوريسية

### التقسيم الإداري
تتكون البلدية، إضافة لمقرها الذي يحمل نفس الاسم، عدة تجماعات سكانية وقرى مبعثرة في أرجاء البلدية وهي:
- الموان
- واد الشعير
- الحساسنة
- الشعيبة
- أولاد منصور
- اولاد هادف
- الزايري
- لقهاوجية
- الجوارف
- أوقرينة
- اسكايمية
- أولاد علي بن عثمان
- لمقاقنة
- أولاد بوعمار
- قوسيمات
- لخبابشة
- لحدادة
- السمارة
- قنافدة
- غرزولي
- لعصامين
- بلعلوش
- الزوفات
- أولاد زيغم
- كاف النعامة
- الكرمة
- لمحاجيب
- أولاد زغوان
- عين هجرس

## المناخ
الطقس : الأوريسية
تتميز بلدية الأوريسية بشتاء بارد وممطر، كما تعرف المنطقة هطول ثلوج كثيفة لأيام عديدة من فصل الشتاء، وبداية فصل الربيع " كالعديد من المناطق الداخلية الجزائرية "، أما فصل الصيف فهو حار نسبيا وجاف.

## وصلات خارجية
- La Compagnie genevoise des colonies suisses de Sétif الشركة الجنيفية للمستعمرات السويسرية
- إذاعة سطيف (البث الحي)
- سطيف انفو - عربي، فرنسي
- السطايفي - سطيف الجزائر - فرنسي
- سطيف - فرنسي